# Daewoo Tacuma
Daewoo Tacuma – samochód osobowy typu minivan klasy kompaktowej produkowany pod południowokoreańską marką Daewoo w latach 2000 − 2004 oraz pod amerykańską marką Chevrolet jako Chevrolet Tacuma w latach 2004 – 2008.

## Historia i opis modelu

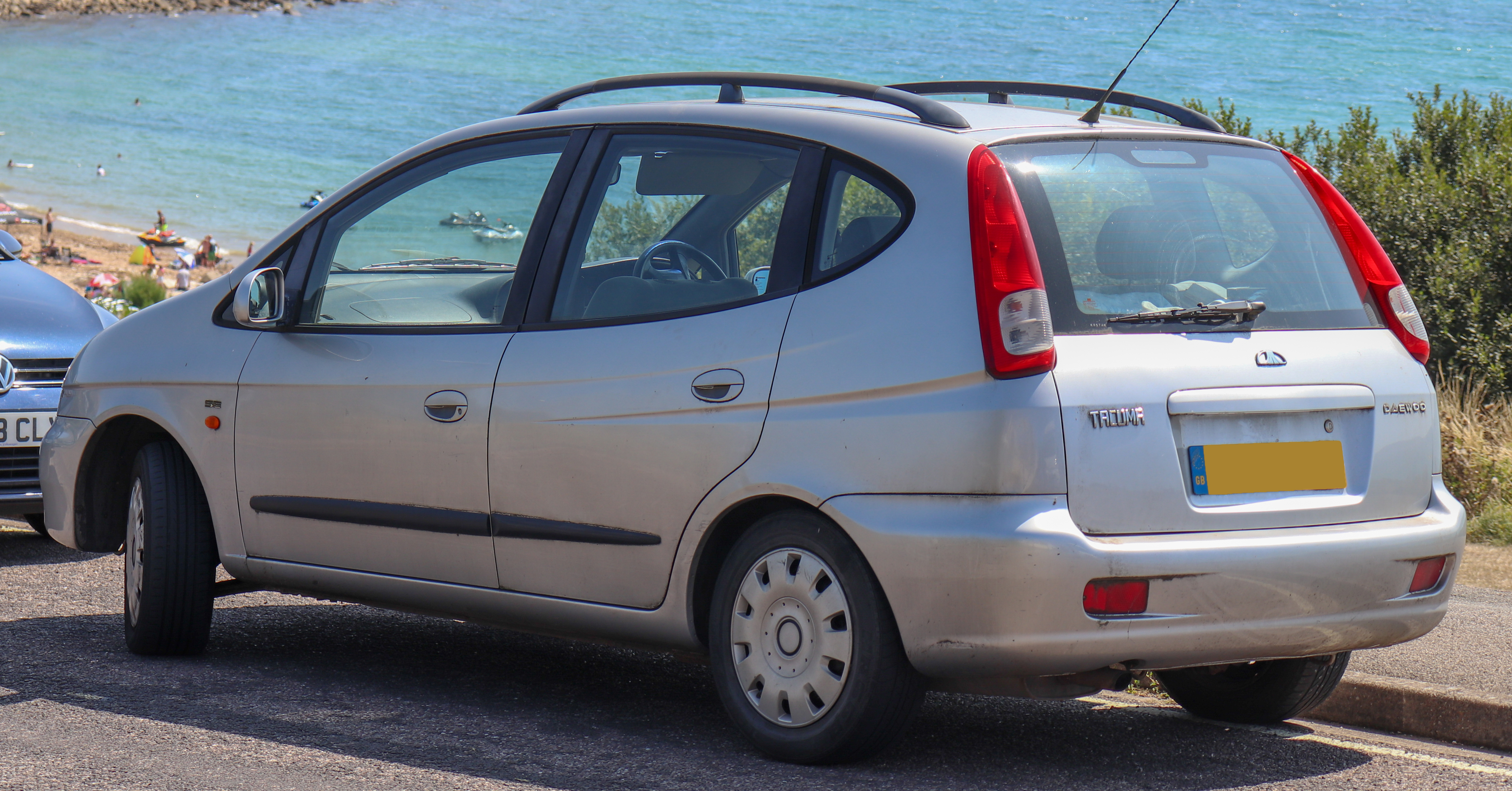
Daewoo Tacuma – tył

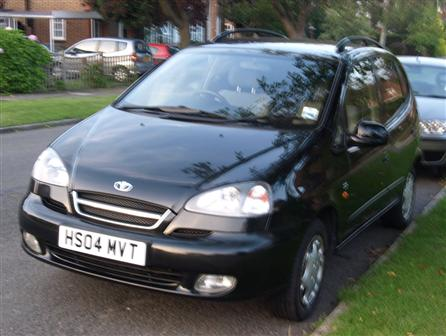
Daewoo Tacuma po liftingu

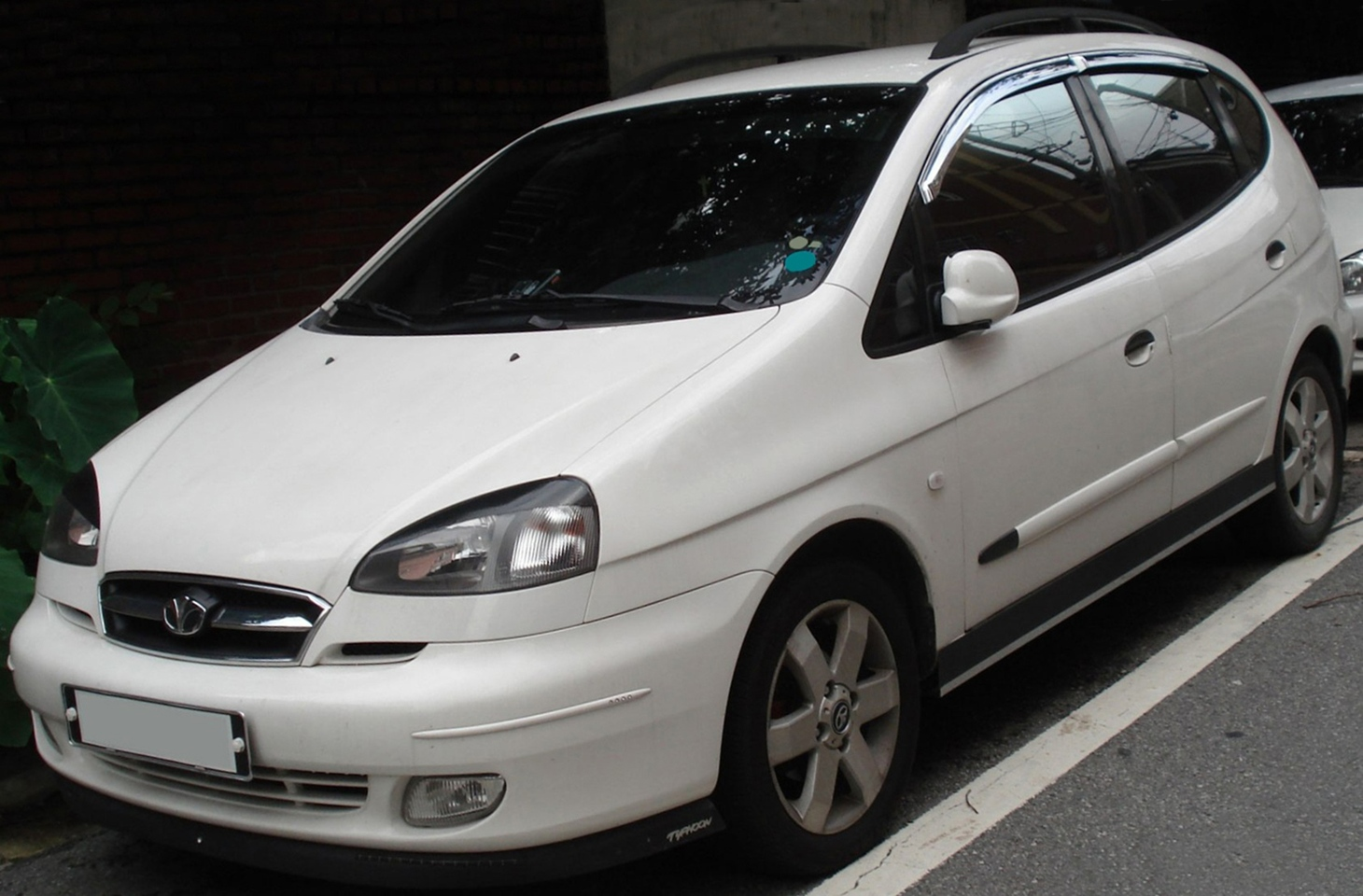
azjatyckie Daewoo Rezzo po liftingu

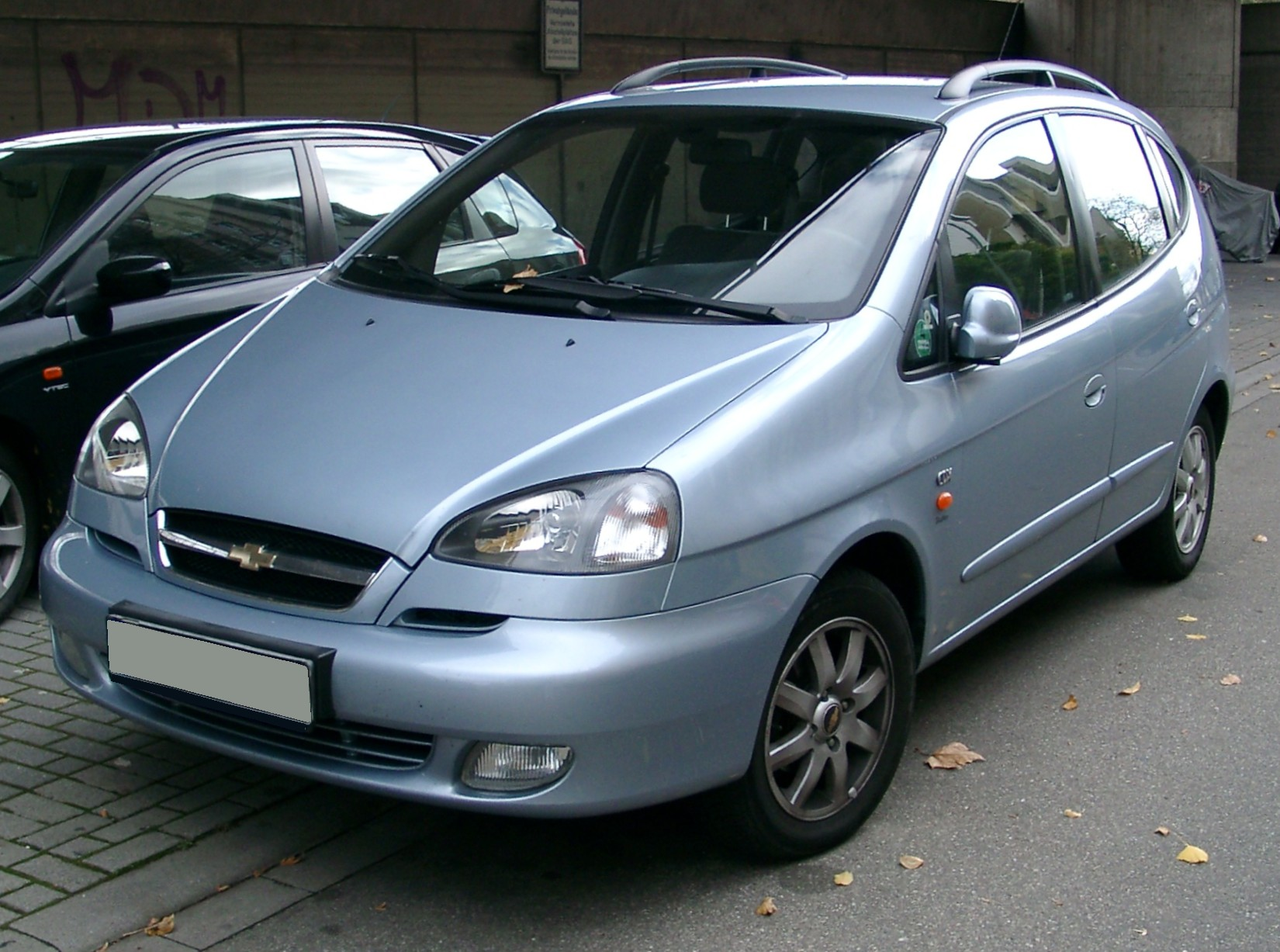
Chevrolet Rezzo

Historia pierwszego minivana marki Daewoo sięga 1995 roku, kiedy to podczas targów motoryzacyjnych we Frankfurcie nad Menem zaprezentowano studyjną zapowiedź takiego modelu pod nazwą Daewoo No.2. W 1999 roku zaprezentowano na tym samym salonie produkcyjną odmianę pojazdu. Ostatecznie do produkcji, która odbywała się w zakładach mieszczących się w mieście Gunsan, pojazd o oznaczeniu wewnętrznym U100 wprowadzony został w 2000 roku. Pięciodrzwiowe auto mieści standardowo pięć osób, choć na niektórych rynkach pojawiła się także wersja siedmioosobowa.
Model ten na rynku europejskim oferowany był pod nazwą Daewoo Rezzo natomiast w krajach, w których znajdowały się zakłady wchodzące w skład koncernu pod nazwą Daewoo Tacuma. Jednobryłowe nadwozie osadzone na płycie podłogowej samochodu Daewoo Nubira zaprojektowane zostało przy współpracy z włoskim studiem stylistycznym Pininfarina, natomiast wnętrze stworzone zostało przez Italdesign Giugiaro. Elementy zawieszenia Tacumy zostały zaprojektowane przy współpracy ze specjalistami z firmy Porsche, natomiast układ hamulcowy zostały skonstruowany przez firmę Delphi.
Do napędu nowego modelu przewidziano dwie jednostki benzynowe: 1.8 8V o mocy 98 KM lub 2.0 16V o mocy 121 KM. W 2002 roku silnik 1.8 8V zastąpiony został przez nowocześniejszą jednostkę napędową 1.6 16V o mocy 104 KM, która stosowana była już w modelach Lanos i Nubira. Z powodu zakończenia sprzedaży Tacumy w 2002 roku na rynku polskim samochody z silnikiem 1.6 16V występują jedynie z prywatnego importu.
Tacuma była montowana w standardzie SKD w Fabryce Samochodów Osobowych w Warszawie. Od listopada 2000 roku do grudnia 2001 roku powstało według FSO 427 egzemplarzy. Samochód produkowany był także od 2008 do 2009 roku w Uzbekistanie oraz od 2008 do 2011 roku w Wietnamie.

### Lifting
W 2003 roku przeprowadzono lifting Tacumy, w wyniku którego zmieniono przednią część pojazdu stosując nową atrapę wlotu powietrza. Stała się ona węższa, tracąc charakterystyczne skrzydlate boczne odnogi na rzecz dużego, głównego wlotu powietrza z umieszczoną na niej chromowanej poprzeczce.

### Zmiana nazwy
1 stycznia 2004 roku na rynkach państw europejskich marka Daewoo zastąpiona została przez Chevroleta, przez co od tego momentu samochód oferowany był pod nazwą Chevrolet Tacuma w regionie Europy Zachodniej lub jako Chevrolet Rezzo w państwach Europy Środkowo-Wschodniej. Produkcję w Korei Południowej i Rumunii zakończono w 2008 roku.

### Wersje wyposażeniowe
- SX − dwie poduszki powietrzne, ABS, centralny zamek z pilotem, elektrycznie sterowane i podgrzewane lusterka zewnętrzne, elektrycznie podnoszone przednie szyby, regulowane pochylenie kierownicy, radioodtwarzacz, tylna kanapa dzielona 50/50, wyposażona w 2 podłokietniki wewnętrzne i 2 zewnętrzne; opcjonalnie manualna klimatyzacja
- CDX − Wersja SX + elektryczne podnośniki wszystkich szyb, automatyczna klimatyzacja, 3 indywidualne fotele z tyłu, fotel pasażera z przodu obrotowy; Opcjonalnie czujniki parkowania, skórzana tapicerka[2]

### Dane techniczne
Na rynku polskim pojazd występował z silnikiem 1.8 SOHC (98 KM) oraz 2.0 DOHC (121 KM) i 5−biegową manualną skrzynią biegów. Po zakończeniu sprzedaży Tacumy w Polsce pojawiła się jednostka 1.6 DOHC (104 KM), która zastąpiła silnik 1.8 SOHC. Dostępna także była nieoferowana na rynku polskim wersja z 4−biegową automatyczną skrzynią biegów.
| Wersja      | Silnik:                   | Układ zasilania:            | Średnica × skok tłoka: | St. sprężania: | Moc maksymalna:                   | Maks. moment obrotowy      | 0-100 km/h: | V-max:   |
| ----------- | ------------------------- | --------------------------- | ---------------------- | -------------- | --------------------------------- | -------------------------- | ----------- | -------- |
| 1.6 16v     | R4 1,6 l (1598 cm³), DOHC | wielopunktowy wtrysk paliwa | 79 mm x 81,5 mm        | 9,5:1          | 104 KM (77 kW) przy 6000 obr./min | 142 N•m przy 3400 obr./min | 12,2 s      | 167 km/h |
| 1.8 8v SX   | R4 1,8 l (1761 cm³), SOHC | wielopunktowy wtrysk paliwa | 80,5 mm x 86,5 mm      | 9,5:1          | 98 KM (72 kW) przy 5200 obr./min  | 148 N•m przy 3600 obr./min | 12 s        | 170 km/h |
| 2.0 16v CDX | R4 2,0 l (1998 cm³), DOHC | wielopunktowy wtrysk paliwa | 86 mm x 86 mm          | 9,6:1          | 121 KM (89 kW) przy 5600 obr./min | 176 N•m przy 4000 obr./min | 10,5 s      | 180 km/h |

- Podwozie[4]
  - Zawieszenie przednie: kolumny MacPherson
  - Zawieszenie tylne: półzależne − zespolona oś skrętna
  - Hamulce przód/tył: dwuobwodowe hamulce hydrauliczne, podział krzyżowy; tarczowe wentylowane/bębnowe. Wyposażane w system ABS.
  - Koła z obręczą: 6J x 15
  - Ogumienie: 195/60 R 15
- Wymiary[4]
  - Rozstaw kół przód: 1476 mm
  - Rozstaw kół tył: 1480 mm
- Masy[4]
  - Masa całkowita maksymalna: 1828 kg (1.8), 1862 kg (2.0)
- Dana użytkowe[4]
  - Minimalny promień zawracania: 5,3 m
  - Spalanie cykl miejski − 12,5 l (1.8), 12,9 l (2.0), pozamiejski − 7,4 l (1.8), 7,9 l (2.0), mieszany − 9,3 l (1.8), 9,7 l (2.0)